# 潘桥站
潘桥站是温州轨道交通S1线的一座车站，位于中华人民共和国浙江省温州市瓯海区福州路与前岸西路交叉口附近，设2个出入口。于2019年1月23日启用。

## 車站構造

### 楼层分布
侧式站台2面2线高架车站。
| 3F | 侧式站台，左边车门将会开启 | 侧式站台，左边车门将会开启 |
| 3F | █ S1线往桐岭               |                            |
| 3F | █ S1线往双瓯大道           |                            |
| 3F | 侧式站台，左边车门将会开启 |                            |
| 2F | 站厅层                     | 客服中心、闸机             |
| 1F | 出入口                     | 出入口1-2、卫生间          |